# Gyula Sax

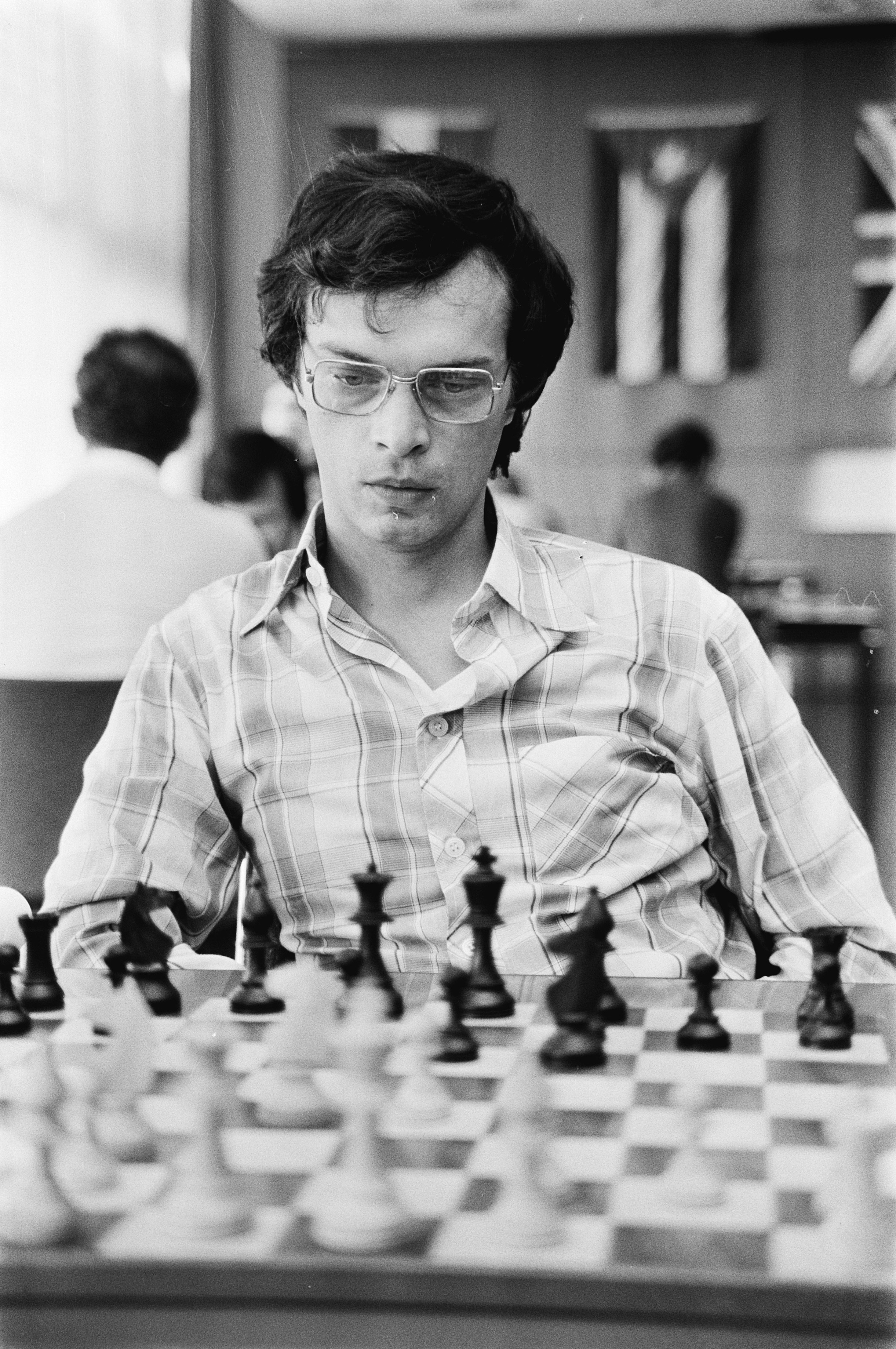
Gyula Sax in 1979

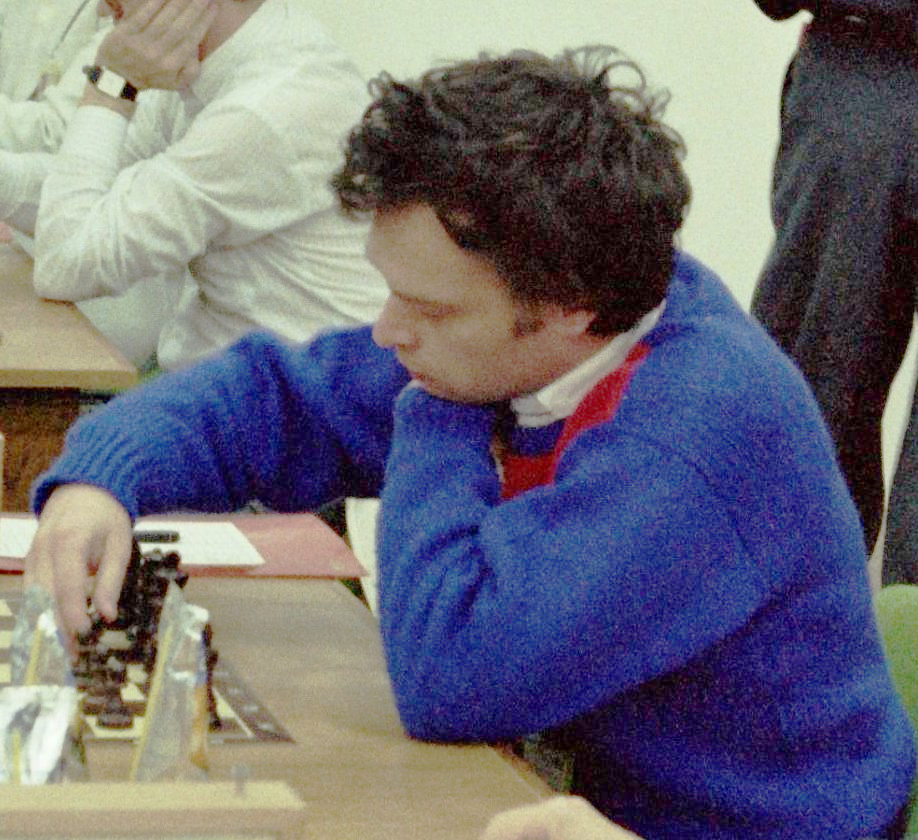
Gyula Sax, Dubai 1986

Gyula Sax (Boedapest, 18 juni 1951 – 25 januari 2014) was een Hongaars schaker.

## Schaakcarrière
Sax won in 1972 in Groningen het Europees schaakkampioenschap voor junioren. In 1974 werd Sax internationaal FIDE grootmeester (GM). In 1976 en in 1977 werd hij kampioen van Hongarije, in 1977 gedeeld met Zoltán Ribli.
Samen met Murray Chandler schreef hij het OHRA Schaakfestival van 1983 op zijn naam.
Hij speelde regelmatig mee voor zijn land in de Schaakolympiade en hij heeft tweemaal in een kandidatentoernooi gespeeld; de eerste keer in 1987, waarbij hij van Nigel Short verloor, en de tweede maal in 1990.  Toen verloor hij van Viktor Kortsjnoj. Sax won in 1979 samen met Vlastimil Hort een toernooi in Amsterdam. In 2000 was hij winnaar van het Bolgano open.
Sinds 1995 was hij internationaal arbiter. 
Op 62-jarige leeftijd overleed hij aan een hartaanval.
Judit Polgár plaatste kort na zijn dood het volgende eerbetoon aan Gyula Sax: 

Gyula Sax was een van de grootste schakers van Hongarije. Hij was de eerste GM die mij behandelde als een collega-schaker, toen ik nog maar 9 jaar oud was. Hij was bereid met mij stellingen te analyseren, en deelde ideeën met mij, waarmee hij me veel zelfvertrouwen gaf. Later kwam ik hem bij veel gelegenheden tegen, we speelden tegen elkaar, en speelden samen in het nationale team. Hij behaalde ook Olympisch goud en was een fantastisch energieke aanvallende speler!